# The Bonnie, Bonnie Banks o’Loch Lomond (pel·lícula)
The Bonnie Banks o’ Loch Lomond és una pel·lícula estatunidenca muda en blanc i negre estrenada el 3 de desembre de 1912, dirigida per Henry J. Vernot i interpretada per Barbara Tennant i Alec B. Francis.

## Repartiment
- Barbara Tennant (Clara McDonald)
- Alec B. Francis
- Will E. Sheerer
- Julia Stuart
- Guy Hedlund
- Clara Horton

## Argument
El senyor McDonald queda incapacitat per una greu malaltia i la família es veu obligada a recórrer als diners d'un petit dipòsit que tenen al banc. Un dia que marit, la seva muller Clara i el seu fill petit es troben amb un amic que els canta balades escoceses amb l'ajut d'una gaita, apareixen dos turistes americans, Mr i Mrs Sloan que recorren el país en automòbil. Aquests s'aturen a escoltar les cançons i els crida l'atenció Clara a la que veuen que podria ser una excel·lent mainadera per al seu fill. La proposta però és rebutjada, ja que ella no vol separar-se del marit i el fill.
L'endemà els McDonald s'assabenten que el banc on tenien el dipòsit ha fet fallida i que estan completament arruïnats. També reben una altra carta en la que els Sloan tornen a proposar a Clara que vagi amb ells de mainadera amb un sou de 500 dòlars mensuals. En la situació en què es troba la família, Clara no pot rebutjar l'oferta i s'ha d'acabar acomiadant de la seva família amb llàgrimes als ulls.
Un cop a la nova llar, Clara demostra ser una mainadera responsable. Un dia però, els nens de la propietat veïna posen un fonògraf al jardí i Clara reconeix en la música la vella balada escocesa “The Bonnie, Bonnie Banks o’ Loch Lomond”. Els nens deixen el fonògraf allà i Clara ho aprofita per agafar-lo i anar a una altra part del jardí per tornar a escoltar la cançó. Quan els nens tornen s'adonen del que ha passat i avisen la seva àvia, la qual truca la policia i després va a informar als Sloan que la seva mainadera és una lladre. Els Sloan i la policia arriben a la vegada al jardí on hi ha Clara asseguda i abstreta escoltant la música. Els Sloan de seguida s'adonen del que realment succeeix i la deixen tranquil·lament abstreure’s en els seus somnis.
Aquell vespre, Clara troba que han deixat en la seva cambra un fonògraf nou apunt per escoltar balades escoceses que li portaran records de la seva família allà a Escòcia.